# Quast – Das Allerletzte aus aller Welt
Quast – Das Allerletzte aus aller Welt wurde von 1996 bis 1997 von Megaherz Film und Fernsehen produziert und vom Bayerischen Fernsehen ausgestrahlt. Diese satirische News-Show war 1997 für den Adolf-Grimme-Preis nominiert. Insgesamt wurden 18 Folgen à 30 Minuten produziert.
Darsteller waren unter anderem der Schauspieler Michael Quast, die Fernsehmoderatorin Franziska Reichenbacher, die später durch die Ziehung der Lottozahlen bekannt wurde sowie die Kabarettisten Philipp Mosetter, Philipp Sonntag und Ecco Meineke.